# Tamás Priskin
Dans le nom hongrois Priskin Tamás, le nom de famille précède le prénom, mais cet article utilise l’ordre habituel en français Tamás Priskin, où le prénom précède le nom.
Pour les articles homonymes, voir Tamas.
Tamás Priskin (né à Komárno, dans l'ancienne Tchécoslovaquie, le 27 septembre 1986) est un footballeur international hongrois. Il joue au Győri ETO.

## Carrière

### Carrière en club
Bien que né dans l'ancienne Tchécoslovaquie, Priskin reçoit la nationalité hongroise en 2005 alors qu'il joue depuis plusieurs années dans le club de Győri ETO FC. Il joue son premier match professionnel dans le championnat hongrois le 23 avril 2003, à l'âge de 16 ans et 7 mois.

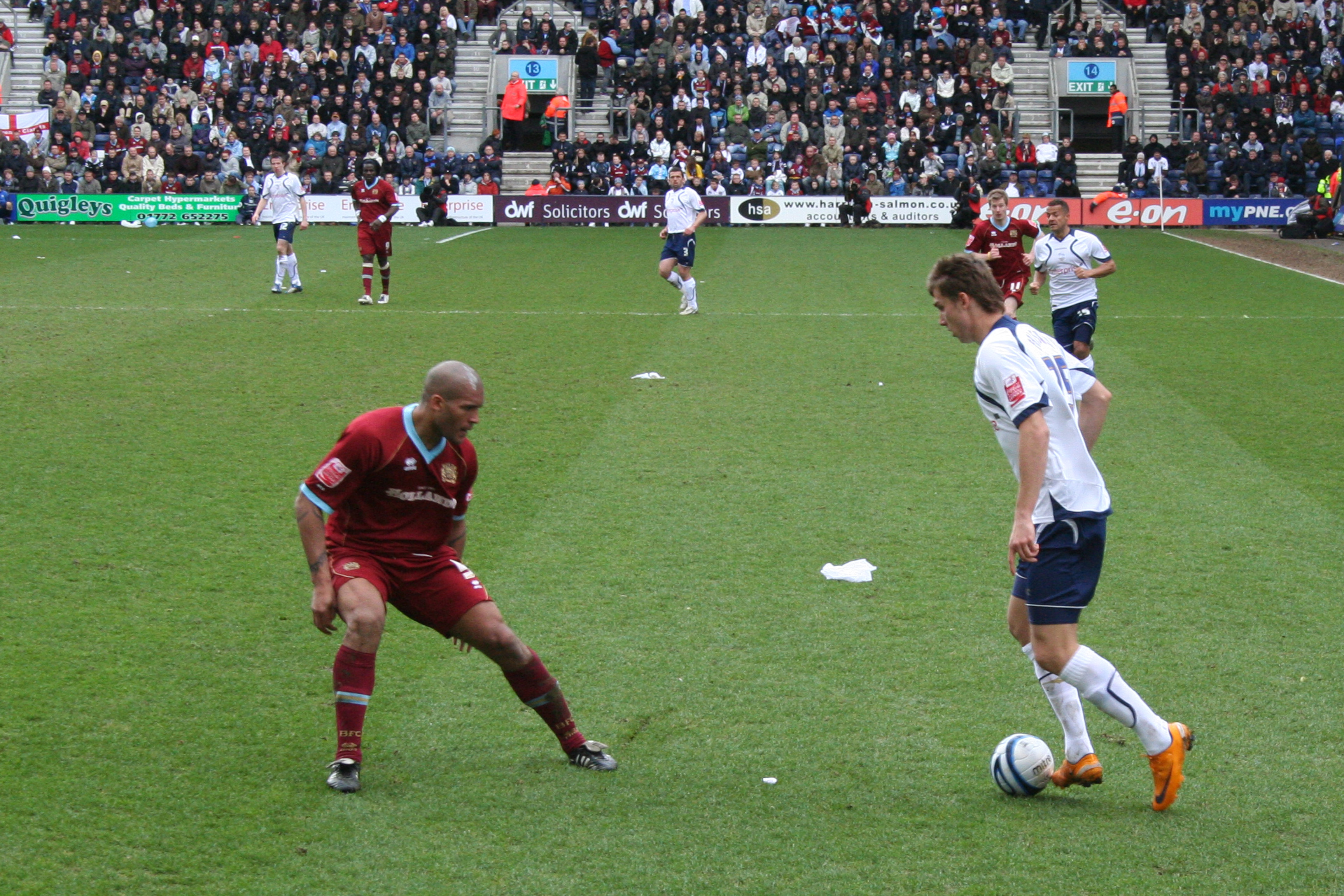
Priskin (à droite) sous le maillot de Preston North End.

Le 9 août 2006, il signe à Watford, qui évolue en première division anglaise, alors qu'il n'a que 20 ans et déjà 3 sélections en équipe de Hongrie. Il débute dans le championnat anglais le 19 août 2006, à l'occasion de la rencontre Everton-Watford au cours de laquelle il donne une passe décisive à Damien Francis. Son premier but intervient le 30 décembre 2006 contre Wigan Athletic, mais la rencontre est interrompue pour cause d'intempéries.
Alors que l'équipe est reléguée à l'issue de la saison 2007-2008, Priskin perd peu à peu sa place de titulaire en raison de l'arrivée de joueurs comme Marlon King ou Nathan Ellington. C'est ainsi que, en mars 2008, il est prêté à Preston North End où il inscrit 2 buts en 5 rencontres. Lorsque l'équipe de Watford recrute comme entraîneur Brendan Rodgers, celui-ci accorde sa confiance à Priskin et le titularise. L'attaquant hongrois réussit dès lors une bonne saison 2008-2009, au cours de laquelle il finit 15e meilleur buteur du championnat. Pourtant, il ne signe pas de prolongation de contrat et se retrouve libre à l'été 2009.
Le 6 août 2009, il signe à Ipswich Town pour un montant d'environ 1,7 M£. Il inscrit son premier but le 25 août suivant lors d'une défaite (1-2) à Peterborough en Coupe de la Ligue, match au cours duquel il échoue en tirant un pénalty.
Il est prêté aux Queens Park Rangers en février 2010. Il n'y inscrit qu'un but en 12 rencontres.
Lors de la saison 2010-2011, il est titulaire avec Ipswich et, entre août et fin mars, joue 39 matchs et inscrit 7 buts. Le 24 mars 2011, le club gallois de Swansea City le recrute sous forme d'un prêt.
Lors de la saison suivante, après n'avoir joué qu'un match entre août et novembre, il est prêté à Derby County où il joue 5 matchs. 1S son retour de prêt, son contrat est résilié par consentement mutuel.

### Carrière internationale
Tamás Priskin est international hongrois depuis 2005. Il fait ses débuts le 17 août 2005 contre l'Argentine.

#### Buts internationaux
| #   | Date             | Lieu                      | Adversaire      | Résultat | But | Compétition                       |
| --- | ---------------- | ------------------------- | --------------- | -------- | --- | --------------------------------- |
| 1.  | 15 novembre 2006 | Székesfehérvár, Hongrie   | Canada          | 1-0      | 1   | Match amical                      |
| 2.  | 6 février 2007   | Limassol, Chypre          | Chypre          | 1-2      | 1   | Match amical                      |
| 3.  | 7 février 2007   | Limassol, Chypre          | Lettonie        | 2-0      | 2   | Match amical                      |
| 4.  | 7 février 2007   | Limassol, Chypre          | Lettonie        | 2-0      | 2   | Match amical                      |
| 5.  | 24 mars 2007     | Podgorica, Monténégro     | Monténégro      | 1-2      | 1   | Match amical                      |
| 6.  | 28 mars 2007     | Budapest, Hongrie         | Moldavie        | 2-0      | 1   | Éliminatoires Euro 2008           |
| 7.  | 20 août 2008     | Budapest, Hongrie         | Monténégro      | 3-3      | 1   | Match amical                      |
| 8.  | 17 novembre 2010 | Székesfehérvár, Hongrie   | Lituanie        | 2-0      | 1   | Match amical                      |
| 9.  | 11 novembre 2011 | Budapest, Hongrie         | Liechtenstein   | 5-0      | 2   | Match amical                      |
| 10. | 11 novembre 2011 | Budapest, Hongrie         | Liechtenstein   | 5-0      | 2   | Match amical                      |
| 11. | 15 novembre 2011 | Poznań, Pologne           | Pologne         | 1-2      | 1   | Match amical                      |
| 12. | 7 septembre 2012 | Andorra La Vella, Andorre | Andorre         | 5-0      | 1   | Éliminatoires Coupe du monde 2014 |
| 13. | 4 juin 2014      | Budapest, Hongrie         | Albanie         | 1-0      | 1   | Match amical                      |
| 14. | 7 juin 2014      | Budapest, Hongrie         | Kazakhstan      | 3-0      | 1   | Match amical                      |
| 15. | 7 septembre 2014 | Budapest, Hongrie         | Irlande du Nord | 1-2      | 1   | Éliminatoires Euro 2016           |
| 16. | 5 juin 2015      | Debrecen, Hongrie         | Lituanie        | 4-0      | 1   | Match amical                      |
| 17. | 15 novembre 2015 | Budapest, Hongrie         | Norvège         | 2-1      | 1   | Barrages Euro 2016                |

## Palmarès
- Coupe de Slovaquie : 2017